# Öreg-hegyi riviéra
Öreg-hegyi riviéra este o arie protejată (arie specială de conservare — SAC, sit de importanță comunitară — SCI) din Ungaria întinsă pe o suprafață de 1.206,66 ha, integral pe uscat.

## Localizare
Centrul sitului Öreg-hegyi riviéra este situat la coordonatele 46°54′04″N 17°46′56″E / 46.901111°N 17.782222°E.

## Înființare
Situl Öreg-hegyi riviéra a fost declarat sit de importanță comunitară în mai 2004 pentru a proteja 9 specii de animale. Situl a fost protejat și ca arie specială de conservare în februarie 2010.

## Biodiversitate
Situată în ecoregiunea panonică, aria protejată conține 11 habitate naturale: Păduri de fag din Europa Centrală dezvoltate pe sol calcaros cu Cephalanthero-Fagion, Păduri panonice-balcanice de stejar turcesc - stejar sesil, Păduri de fag Asperulo-Fagetum, Fânețe de joasă altitudine (Alopecurus pratensis, Sanguisorba officinalis), Păduri panonice cu Quercus pubescens, Pajiști stepice subpanonice, Pajiști panonice carstice (Stipo-Festucetalia pallentis), Pajiști uscate seminaturale și facies de acoperire cu tufișuri pe substraturi calcaroase (Festuco-Brometalia) (* situri importante pentru orhidee), Pajiști aluvionare inundabile, de Cnidion dubii, Păduri panonice cu Quercus petraea și Carpinus betulus, Păduri pe pante, grohotișuri și ravene de Tilio-Acerion.
La baza desemnării sitului se află mai multe specii protejate de  nevertebrate (9): croitorul mare al stejarului (Cerambyx cerdo), Cucujus cinnaberinus, fluturele auriu (Euphydryas aurinia), Isophya costata, Limoniscus violaceus, rădașcă (Lucanus cervus), fluturele purpuriu (Lycaena dispar), Maculinea teleius, croitorul cenușiu al stejarului (Morimus funereus).
Pe lângă speciile protejate, pe teritoriul sitului au mai fost identificate 5 specii de plante, 7 specii de nevertebrate.